# Et tironien
L’et tironien (majuscule : ⹒, minuscule : ⁊) est un signe de ponctuation et une note tironienne, ainsi qu’une lettre au Moyen Âge, utilisé comme abréviation du mot latin et, du mot anglais and, du mot irlandais agus ou du moyen irlandais ocus.

## Sources
- (en) Michael Everson et Andrew West, Proposal to add five Latin Tironian letters to the UCS (no N4841 L2/17-300), 4 septembre 2017 (lire en ligne)
- (en) Michael Everson et Andrew West, Proposal to add one or two Latin Tironian letters to the UCS (no N5042 L2/19-172), 26 avril 2019 (lire en ligne)
- (en) Charles Johnson et Hilary Jenkinson, English court hand, A.D. 1066 to 1500 : illustrated chiefly from the public records, Oxford, Clarendon Press, 1915 (lire en ligne)